# 平松聡
平松 聡（ひらまつ・さとし、1965年2月7日 - ）は、日本の競馬ジャーナリスト、ターフライター。ターフライターとしては「平松さとし」名義で活動している。

## 人物
東京都出身。小学校の時に父親が競馬好きだったことと、ハイセイコー（東京競馬場・鈴木勝太郎厩舎）ブームが起こったことも手伝って競馬に興味を持つ。父から譲られた『中央競馬のすべて』（日本中央競馬会広報室、1973年度）というパンフレットを読破したという。本格的に競馬を観るようになったのは1970年代後半（昭和50年代前半）のTTG時代からである。
高校を卒業して、競走馬の獣医を志望して日本大学農獣医学部に入学したが、1年保たずに中途退学。その後、競馬専門紙のケイシュウNEWSに就職し、営業部社員となる。平松本人によれば「自分が中型オートバイ免許を所持していたから採用された」と考えているという。平松はケイシュウNEWSの営業職を務めながら、関西競馬のレースのビデオを知人から送ってもらい、東西競馬の研究にも熱心であった。
しかしながら営業職に嫌気が差し始めていた頃、ケイシュウNEWSのメイン予想家であった大川慶次郎から関西馬のダイイチルビー（伊藤雄二厩舎）が関東初見参となったサンスポ賞4歳牝馬特別（東京競馬場）に出走してきた際、平松は大川から「この馬（ダイイチルビー）はどんな馬なのか」と質問され、大川にレクチャーした。それがきっかけとなり、大川に気に入られて付き人のような形になる。その後にケイシュウNEWS編集部から声がかかり、営業職からトラックマンへ転向することになる。
トラックマン時代にはケイシュウNEWS本紙に「さとしのびっくり馬券術」と題する予想コラムも担当、関西版本紙予想も務めるなど10年間、トラックマンとして美浦トレーニングセンター・栗東トレーニングセンターなどの取材活動を行う。
1992年にドクターデヴィアスが制覇したエプソムダービーをライブ観戦してからは日本だけでなく海外競馬も取材対象とし、1997年に独立してフリーのターフライターになった後は日本馬の遠征をメインに海外取材も精力的に展開、タイキシャトル（藤沢和雄厩舎、鞍上・岡部幸雄）のジャック・ル・マロワ賞制覇を皮切りに日本馬の海外GI制覇の殆どはライブで目にしていることを密かな誇りとしている。
現在は『Sports Graphic Number』（文藝春秋社）などスポーツ雑誌、新聞などでコラムを寄稿したり、著書を数多く出版するなど幅広い活動を展開している。

## 著書
- 『リーディング・トレーナー藤沢和雄の調教論』（コスモヒルズ、1996年）ISBN 978-4877038267
- 『儲かって笑いのとまらない馬券術』（ベストブック、1996年）ISBN 978-4831492715
- 『ガンガン儲かるぶっちぎり馬券作戦』（ベストブック、1998年）ISBN 978-4831493156
- 『王者の蹄跡:タイキシャトルと歩んだ人々』（サラブレBOOK、1999年）ISBN 978-4757204041
- 『パーフェクト厩舎データ事典―勝つ馬がわかる東西224厩舎徹底分析』（日本文芸社、1999年）ISBN 978-4537019858
- 『凱旋門賞に挑んだ日本の名馬たち　-誰も書かなかった名勝負の舞台裏-』（角川書店、2014年）ISBN 978-4046003669
- 『世界を制した日本の名馬たち 欧米・オセアニア編』（角川書店、2015年）ISBN 978-4046012289
- 『栄光のジョッキー列伝』（洋泉社、2016年）ISBN 978-4800310705
- 『クリストフ・ルメール 挑戦 リーディングジョッキーの知られざる素顔』（角川書店、2018年）ISBN 978-4046023780
- 『泣ける競馬』（角川書店、2019年）ISBN 978-4046042767
- 『沁みる競馬』（角川書店、2020年）ISBN 978-4046045034